# رياجين
الرياجينات نوع من البروتينات. هو جسم مضاد يدخل في تفاعلات الحساسية. وهو يسبب إطلاق الهيستامين عندما يتحد مع المستضد في الأنسجة. ويجوز أن يسبب حساسية للمستضد عند إدخاله إلى جلد الفرد العادي. ويطلق أيضا على المادة في الدم المسؤولة عن الاستجابة الإيجابية في اختبار المستضدات لكشف الزهري.